# 關廟定安宮

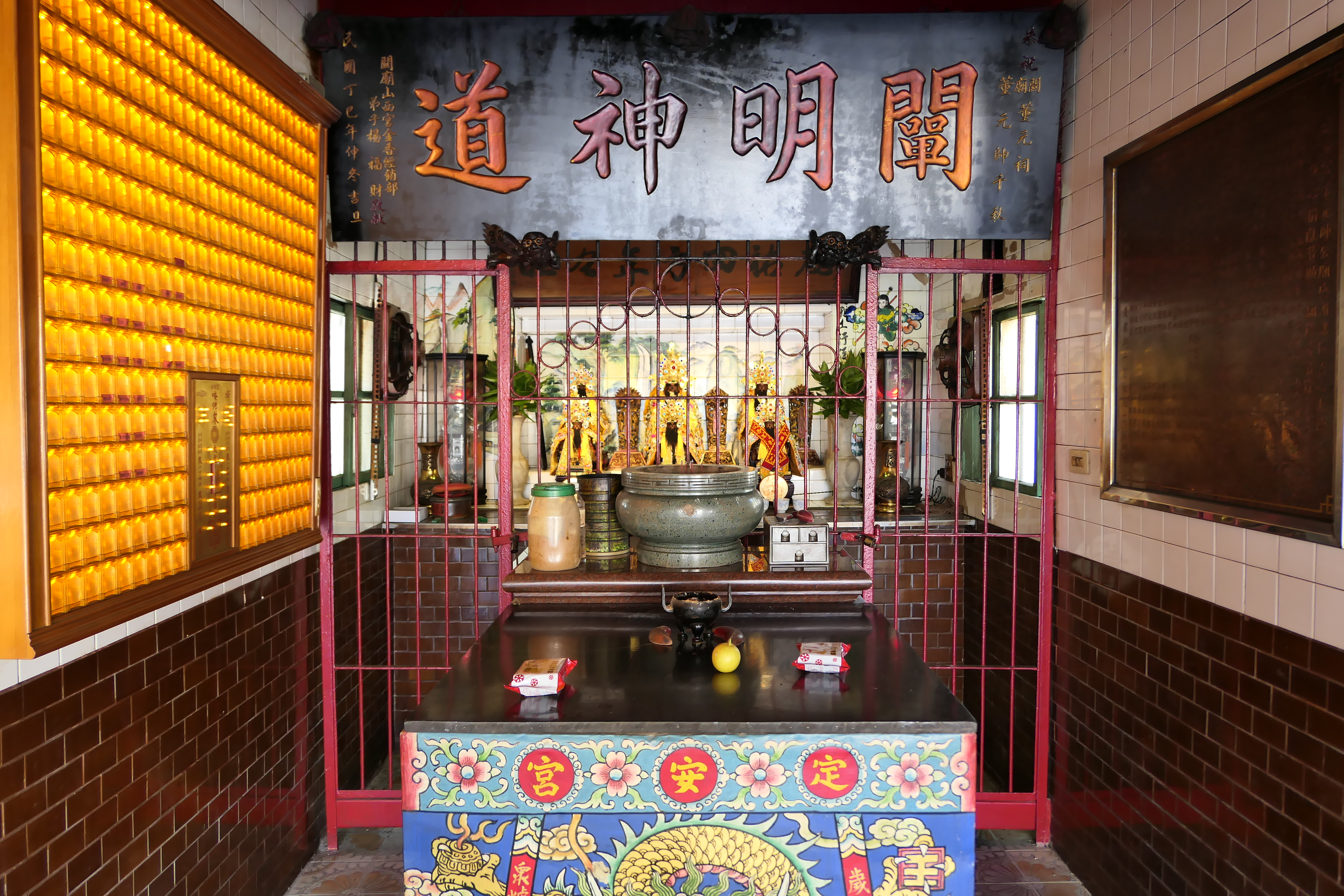
關廟定安宮內部

關廟定安宮位於臺灣臺南市關廟區，鄰近關廟第一公墓，是主祀董元帥的廟宇，此外同祀朱葛元帥、陳春公。董元帥的身分據廟外〈董公祠記〉碑文所載，是日治初期的抗日人士董祈年，遭道斬首後被附近居民建立小廟祭拜。

## 沿革

### 董祈年
根據盧榮祿〈董公祠記〉的說法，董祈年來自今高雄市湖內區的葉厝甲，清末時當過捕頭。乙未抗日時，與盧拱讓加入抗日軍，並參與八卦山之役。在此役中，盧拱讓中彈身亡，董祈年腿部負傷。之後董祈年回到南部，在二層行溪（二仁溪）一帶，府城東門到關帝廟街之間的範圍與殘存部屬打游擊。後來有一次在林仔社口與4名日警發生衝突，其中1名警察被殺。，另3人也重傷。之後董祈年被重金懸賞通緝，遭到部下陳開出賣，抓到關帝廟警察支廳（當時借用山西宮辦公）。最後被警方以「土匪」罪名逕判斬首示眾，地點就在今廟前芒果樹下。

### 立廟
據說在董祈年被斬首後，附近居民以有應公的名義建了一間小廟暗中祭祀，並尊稱他為「董元帥公」。二次大戰後，重建廟宇，並改稱「董公祠」，後來又改稱「定安宮」。另外日治時期該廟周邊為亂葬崗，二次大戰後附近居民將這些無主遺骸集中安置在廟後地窖內。